# Port-Saïd
Pour l’article homonyme, voir Gouvernorat de Port-Saïd.
Port-Saïd (en arabe : Borsaʿīd / بورسعيد) est une ville portuaire du nord-est de l'Égypte au débouché du canal de Suez dans la mer Méditerranée, et capitale du gouvernorat de Port-Saïd. Elle compte une population de plus de 700 000 habitants. Elle a été fondée par Saïd Pacha en 1859.
La base de l'économie de Port-Saïd est la pêche et les industries chimiques, alimentaires et tabatières. En plus d'être une station de ravitaillement pour les navires qui traversent le canal, c'est de Port-Saïd que s'exporte une bonne partie de la production égyptienne, comme le coton et le riz. Mais Port-Saïd est aussi une zone franche et un lieu de villégiature d'été pour de nombreux Égyptiens.
Il y a de nombreuses maisons anciennes avec des grands balcons à chaque étage. Sur la rive orientale du canal se trouve Port-Fouad, accessible gratuitement par ferry. À une quarantaine de kilomètres au sud, le pont d'El Qantara permet le passage d'une rive à l'autre.

## Histoire

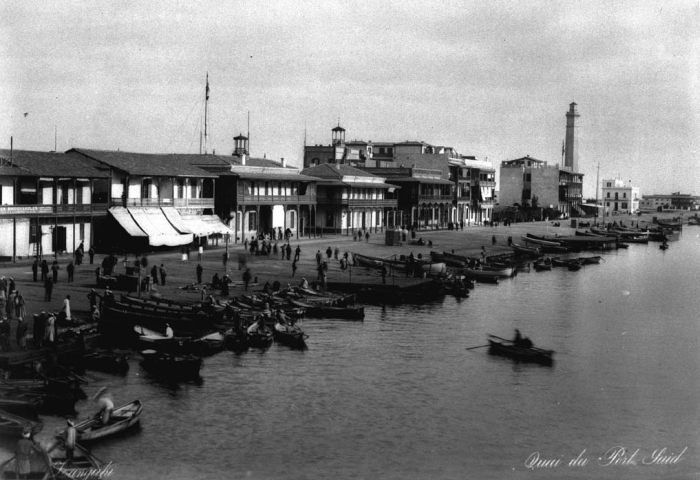
Port-Saîd dans les années 1870-1900. Tropenmuseum.

### Origine ancienne
Le site actuel de la ville était autrefois un village de pêcheurs. À vingt-huit kilomètres de là, se trouvait une ville côtière dont les vestiges ont disparu. Elle s'appelait « Baramon », signifiant la cité du dieu Amon. Les Grecs y établirent alors un faubourg qu'ils baptisèrent « Péluse ». Ce nom fut ensuite appliqué à la ville entière, et la zone fut ainsi appelée « Péluse » (située entre Péluse et Tinnis), signifiant « boue » ou « abondante vase ». Elle se trouvait en face de la ville de « Baramon » ou « El-Farama », d'où son nom arabe.

### Conquête arabe et la période médiévale
Après la Conquête musulmane de l'Égypte, les Arabes baptisèrent la ville d'El-Farama. Elle surplombait la côte méditerranéenne et était située à l'extrémité est du lac Manzala, entre le lac et les dunes, à vingt-huit kilomètres de la ville actuelle. La ville resta une place forte, une forteresse et un port actif jusqu'à sa destruction en 1118 par le roi Baudouin Ier lors des invasions des croisades. Ses ruines sont encore visibles aujourd'hui dans une zone connue sous le nom de Tell El-Farama. On y trouve également la ville de Tinnis, qui était un important port maritime et le quartier général de la flotte, et abritait un chantier naval. Ses habitants étaient célèbres pour leur richesse et leur fortune, et le commerce, l'habillement et l'ameublement y prospéraient. La Kiswa (couverture de la Kaaba) y fut fabriquée pendant des siècles, grâce à l'habileté de ses habitants à tisser et à tricoter. Ses habitants pratiquaient également la pêche et la chasse aux oiseaux. Cible des raids byzantins, puis croisés, le roi Al-Kâmil ordonna la destruction de ses remparts et de ses châteaux au début du VIIe siècle de l'Hégire. Ses habitants l'abandonnèrent, et ses maisons, usines et maisons de couture furent détruites, réduites en collines et en ruines.

### Histoire contemporaine
D’abord simple campement de fortune pour les ouvriers égyptiens et leurs familles, la ville fondée Le 25 avril 1859 au début de la construction du canal par Saïd Pacha, se développe autour d’un port créé pour accueillir le matériel venu d’Europe pour le creusement du canal, puis plus tard, pour abriter les navires transitant par celui-ci.
Rudyard Kipling a dit : 
« Si vous avez envie vraiment de retrouver quelqu'un que vous avez connu et qui voyage, il y a deux points du globe où vous n'avez qu'à vous asseoir et qu'à attendre ; votre homme tôt ou tard y viendra : les docks de Londres et Port-Saïd. »
En 1926 est créé le vicariat apostolique du canal de Suez avec son siège à Port-Saïd. De 1932 à 1934, Ange-Marie Hiral fait construire la cathédrale française de Port-Saïd,.
Port-Saïd a été témoin d'événements historiques en 1956, lorsque le dernier soldat britannique a été évacué de la ville et que le drapeau égyptien a été hissé sur la base navale de Port-Saïd par Gamal Abdel Nasser pour la première fois le 18 juin. La ville a également joué un rôle héroïque dans la seconde moitié de l'année pour résister à l'agression franco-britannique, qui a tenté, en collaboration avec Israël, de reconquérir le canal pendant la crise de Suez, conséquence de la nationalisation du canal. Le 23 décembre de chaque année, Port-Saïd célèbre le « Jour de la Victoire », qui commémore l'évacuation des forces britanniques et françaises de la ville le 23 décembre 1956.
Durant la guerre des Six Jours en 1967, la ville de Port-Saïd est la cible de bombardements israéliens et est en partie détruite. L'occupation de la rive sinaïtique du canal par Tsahal provoque sa fermeture, portant un coup sévère à l'activité économique de la ville qui comptait alors 240 000 habitants. La guerre d’usure entre Égyptiens et Israéliens, jusqu’en 1970, incita l’évacuation quasi totale de la population.
Il faudra attendre la guerre du Kippour et l’évacuation de la rive orientale du canal par les troupes de l’État hébreu, pour permettre la réouverture de celui-ci en 1975 et la reprise de l’activité économique de Port-Saïd, qui sera reconstruite ou restaurée sous l'impulsion d'Anouar el-Sadate.
Fin janvier 2013, des émeutes éclatent dans la ville, à l'annonce de la condamnation à mort de vingt-et-un supporters du club de football local du Al-Masry Club, jugés pour avoir causé le 1er février 2012 le décès de soixante-douze personnes lors d'affrontements à l'issue du match du championnat d'Égypte de football contre le club cairote Al Ahly Sporting Club,.

## Port-Saïd moderne

### Le phare de Port-Saïd
Le phare a été construit en 1869 sous le règne d'Ismaïl Pacha sur des plans de l'architecte français François Coignet.

### Siege local de l'Autorité du canal de Suez de Port-Saïd
Le bâtiment a été construit en 1895, il se distingue par son style architectural unique et est classé monument égyptien de la ville. Il servait de siège local à l'Autorité du canal de Suez et servait à surveiller le mouvement des navires empruntant le canal. Il est actuellement en cours de restauration pour être transformé en musée.

### Obélisque des Martyrs

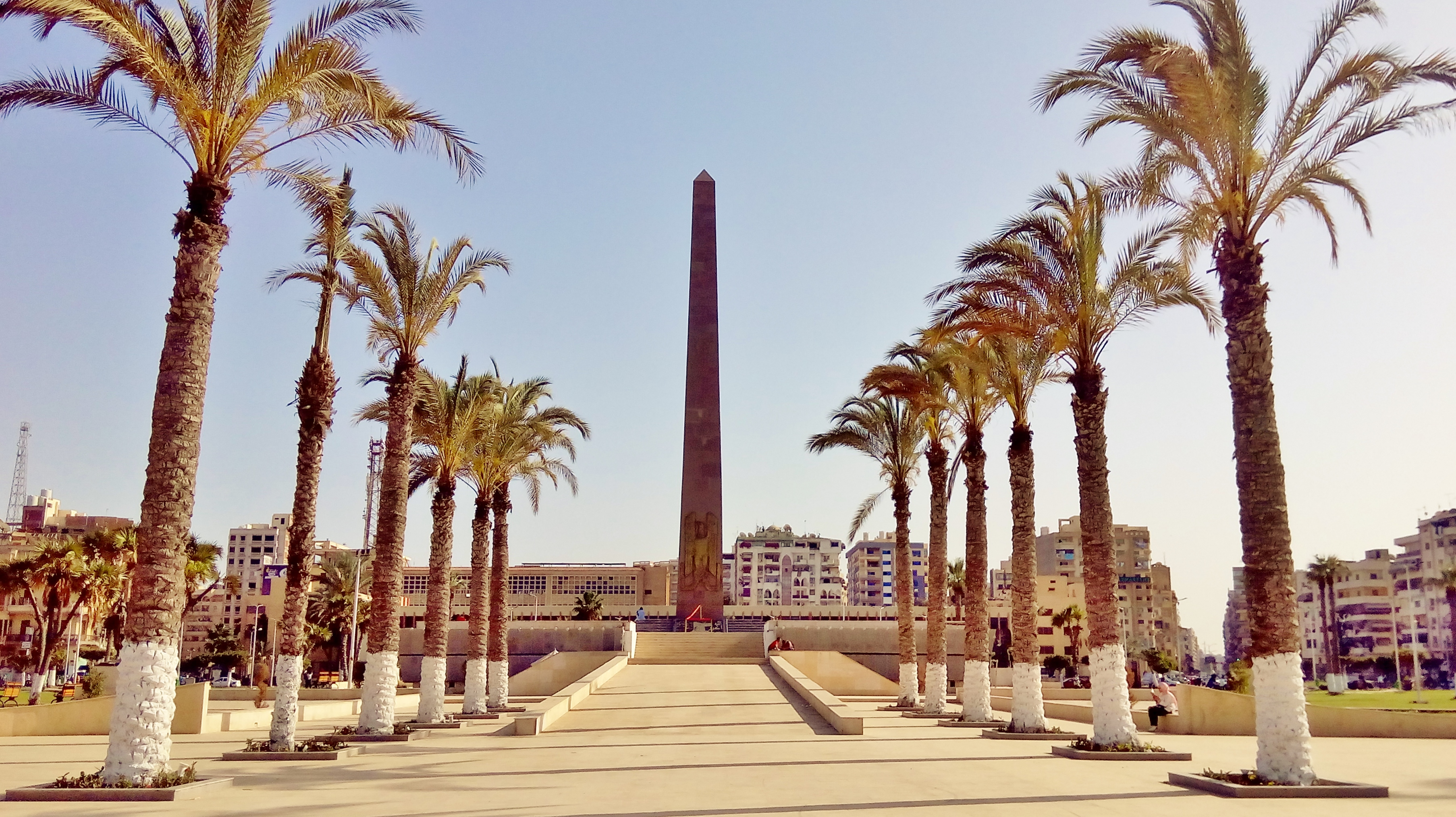
Obélisque des Martyrs.

Il s'agit d'un mémorial en forme d'obélisque pharaonique recouvert de granit gris. Il fut construit pour commémorer les martyrs de Port-Saïd lors de ses batailles. L'obélisque fut érigé sur un socle surmonté d'une torche.

### le Cimetière du Commonwealth
Supervisé par la Commission des sépultures de guerre du Commonwealth, le cimetière intéresse des milliers de descendants de victimes des Première  et Seconde Guerres mondiales du monde entier, commémorant leurs ancêtres. Il est situé dans le quartier d'Al-Zohour, à l'est des anciens cimetières musulman et chrétien. Il compte 1 094 tombes, dont 983 de la Première Guerre mondiale et 111 de la Seconde Guerre mondiale, contenant les restes de soldats et de civils ayant vécu à Port-Saïd au début du XXe siècle. La majorité des personnes inhumées sont des soldats britanniques (983 de la Première Guerre mondiale et 11 de la Seconde Guerre mondiale), suivis de soldats français, ainsi que d'autres soldats représentant le Canada, l'Australie, la Nouvelle-Zélande, l'Afrique du Sud, l'Inde, l'Afrique de l'Est et de l'Ouest, la Serbie et les États-Unis.

### Le musée national de Port-Saïd
situé sur la rue de Palestine, il permet d'observer de nombreux objets issus de différentes époques de l'Égypte, pharaonique, chrétienne, musulmane.

### Le musée militaire de Port-Saïd
il présente l'histoire militaire de l'Égypte, surtout la crise du canal de Suez cette guerre qui éclata en 1956 à Port-Saïd.

## Géographie
| \| Localisation du Canal de Suez dans le Monde \| Port-Saïd Pont du Canal de Suez Pont d'El Ferdan Ismaïlia Lac Timsah Grand Lac Amer Petit Lac Amer Tunnel Ahmed Hamdi Suez |
| Localisation du Canal de Suez dans le Monde |

La ville est construite sur un étroit cordon littoral qui sépare le lac Menzaleh de la mer Méditerranée. elle est située sur  le nord de la canal de Suez. Port-Saïd  est, par conséquent, l'un des lieux de passage des voyageurs circulant entre l'Europe ou l'Asie et l'Afrique.

## Climat
Port-Saïd bénéficie d'un climat tempéré, avec une pluviométrie annuelle de seulement 83,8 mm. Les précipitations ne se produisent presque exclusivement qu'en hiver, le mois le plus arrosé étant janvier avec 18,8 mm. Les températures ne connaissent pas de variations excessives et demeurent agréables quelle que soit la saison, grâce à l'effet modérateur de la mer Méditerranée.
| Mois                              | jan. | fév. | mars | avril | mai  | juin | jui. | août | sep. | oct. | nov. | déc. | année |
| --------------------------------- | ---- | ---- | ---- | ----- | ---- | ---- | ---- | ---- | ---- | ---- | ---- | ---- | ----- |
| Température minimale moyenne (°C) | 11,1 | 11,7 | 13,4 | 16,3  | 18,8 | 22,1 | 23,7 | 24,2 | 23,3 | 21,3 | 17,5 | 12,8 | 18,2  |
| Température moyenne (°C)          | 14,4 | 15,1 | 16,7 | 19,6  | 22,4 | 25,3 | 27,2 | 27,3 | 26,3 | 24,1 | 20,4 | 16,5 | 21,28 |
| Température maximale moyenne (°C) | 17,4 | 17,9 | 19,4 | 22,5  | 25,1 | 28,2 | 30   | 30,3 | 28,8 | 26,7 | 23   | 19,4 | 24,6  |
| Précipitations (mm)               | 18,8 | 12   | 10   | 5     | 4    | 0    | 0    | 0    | 3    | 8    | 7    | 16   | 84    |

## Transports
La ville est reliée par le transport aérien avec l’Aéroport de Port-Saïd.
Le port d'origine de Port-Saïd a été construit en 1859 et s'est développé progressivement au fil des décennies, notamment après l'ouverture du canal de Suez en 1869. Port-Saïd se transforme en un port majeur d'Égypte, et une société brillante et cosmopolite s'installe : Grecs, Italiens, Français, « Levantins », mais aussi minorités égyptiennes, comme les coptes et les juifs forment cette riche société. Après la guerre du Kippour de 1973, de nombreux navires ont commencé à faire escale et le gouvernement égyptien a connu une augmentation des pénalités contractuelles qu'il devait payer aux compagnies maritimes en raison des retards de service et de la congestion du port. Par conséquent, ses installations entament une période de grande expansion. C'est aujourd'hui un port mondial compétitif.

## Culture
Cette ville est représentée par Hergé dans l'album de Tintin Les Cigares du pharaon, lors du passage du héros en Égypte.
Au chapitre VI du roman de Jules Verne Le Tour du monde en quatre-vingts jours, le bateau de Phileas Fogg, le Mongolia, est signalé au large de Port-Saïd.
Dans le film Hôtel du Nord de Marcel Carné, M. Edmond (Louis Jouvet) propose à Renée (Annabella) de quitter Paris pour mener une nouvelle vie à Port-Saïd. Ils n’iront toutefois pas plus loin que Marseille.

## Éducation
La ville compte plusieurs universités, dont l'université de Port-Saïd fondée en 2010 ainsi que l'Académie arabe des sciences, technologies et transport maritime, et l'Académie Sadate des sciences de gestion.

## Sport
La ville a une longue tradition sportive. Y ont été organisés la coupe du monde de football des moins de 17 ans 1997, le championnat du monde masculin de handball 1999, la coupe d'Afrique des nations de football 2006 (CAN 2006) et la coupe du monde de football des moins de 20 ans 2009.
L'Al-Masry Sporting Club, un des plus grands et populaires club de football du championnat d'Égypte possède le stade de Port-Saïd, avec 17 900 places. Port-Saïd HB est un club de handball dans la ville.

## Ville voisine
Mataria est la ville voisine la plus proche de Port-Saïd.

## Jumelages
- Bizerte  (Tunisie) depuis 1977
- Volgograd  (Russie) depuis 1962

## Personnalités liées à Port-Saïd
- Ferdinand de Lesseps, entrepreneur français, le père du canal de Suez.
- Claude François, chanteur français.
- François Coignet, architecte français construit le phare de Port-Saïd.
- Abdelmonem Sahraoui, artiste peintre (scolarisé à l'École Normale de Port-Saïd).
- Abdelrahman Fawzi, ancien footballeur égyptien.
- Abdul-Rahman Shokry, poète égyptien.
- Amr Diab, un chanteur égyptien.
- Ange-Marie Hiral, évêque français.
- Fayza Aboel Naga, ministre égyptienne de la coopération internationale.
- Hany Abo Rida, membre du comité exécutif de la FIFA.
- Hans Dijkstal, ancien vice-ministre-président et ministre de l'Intérieur des Pays-Bas.
- Ibrahim El Batout, réalisateur égyptien.
- Mahmoud Yassine, acteur égyptien.
- Mohamed Zidan, footballeur égyptien.
- Mohamed Shawky, footballeur égyptien.
- Mosaad Nour, ancien footballeur égyptien.
- Samir Farag, gouverneur de Louxor.
- El-Sayed Al Dhizui, ancien footballeur égyptien.
- Sam Karmann, acteur français.
- Amany Elweshahy, militante amazighe.
- Sayed Badreya, acteur égyptien.
- Nadia Fahmy-Eid, historienne canadienne d'origine égyptienne.

## Galerie photos

### La ville

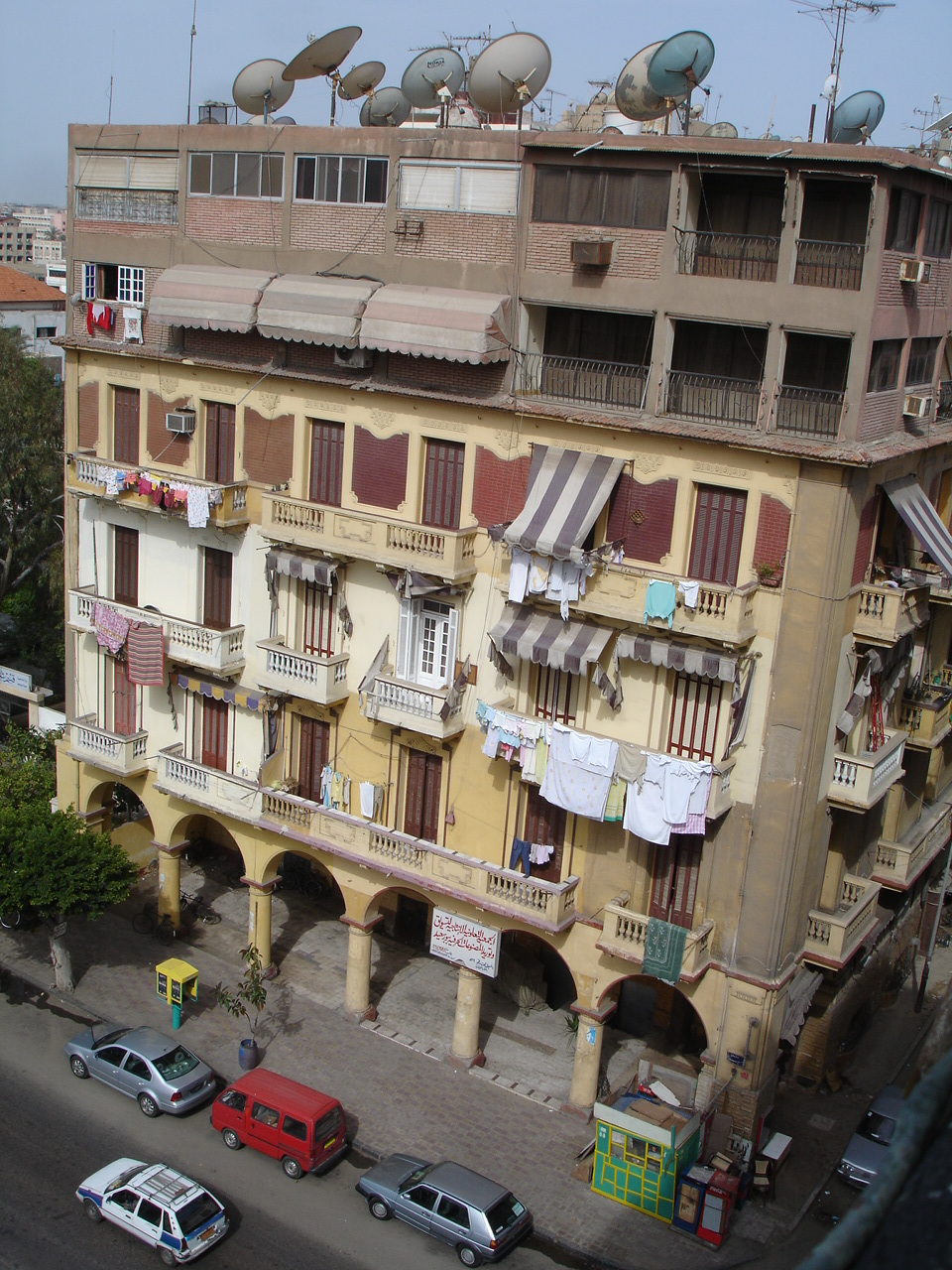
Bâtiment à Port-Saïd.
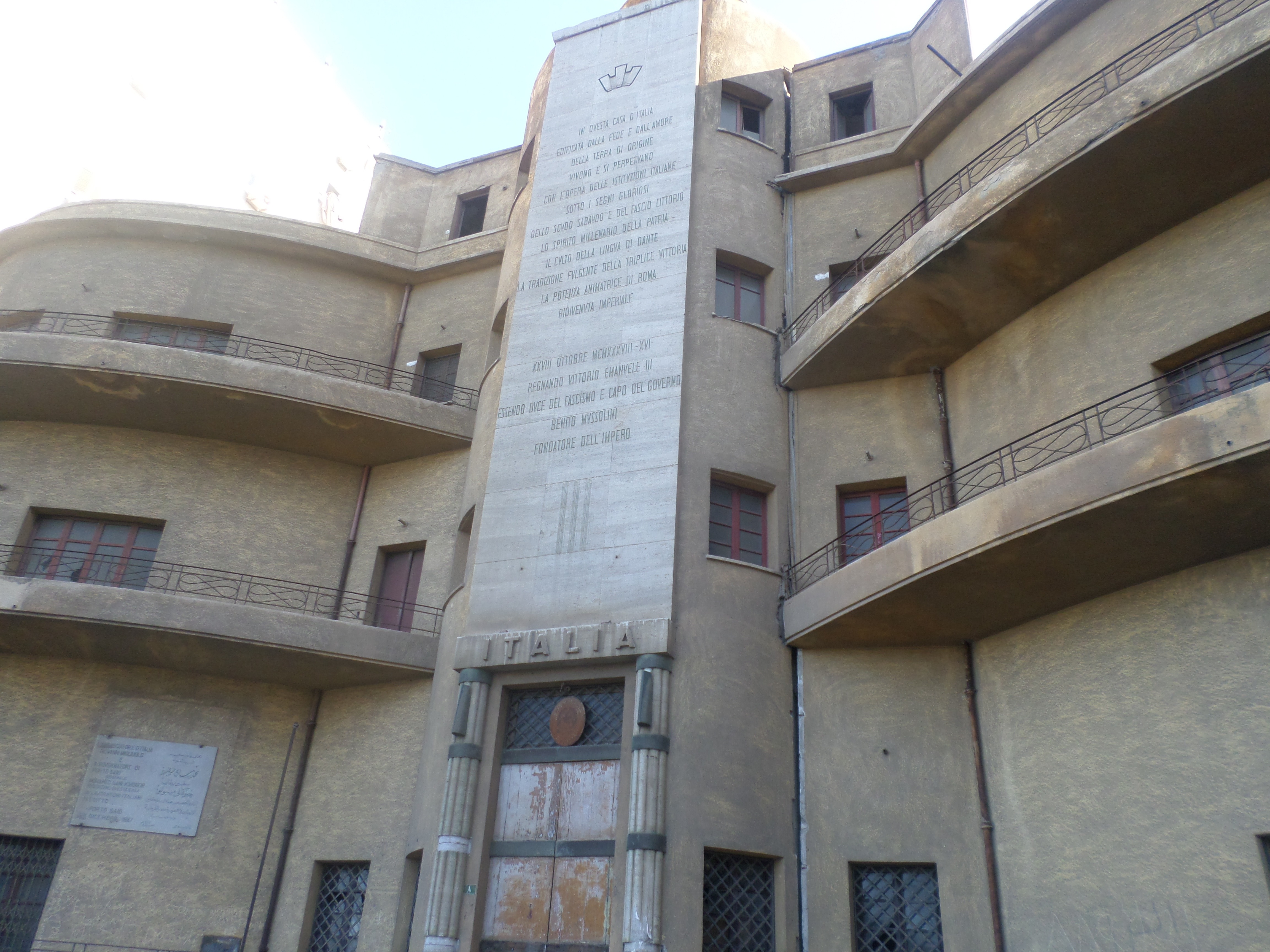
La maison italienne.
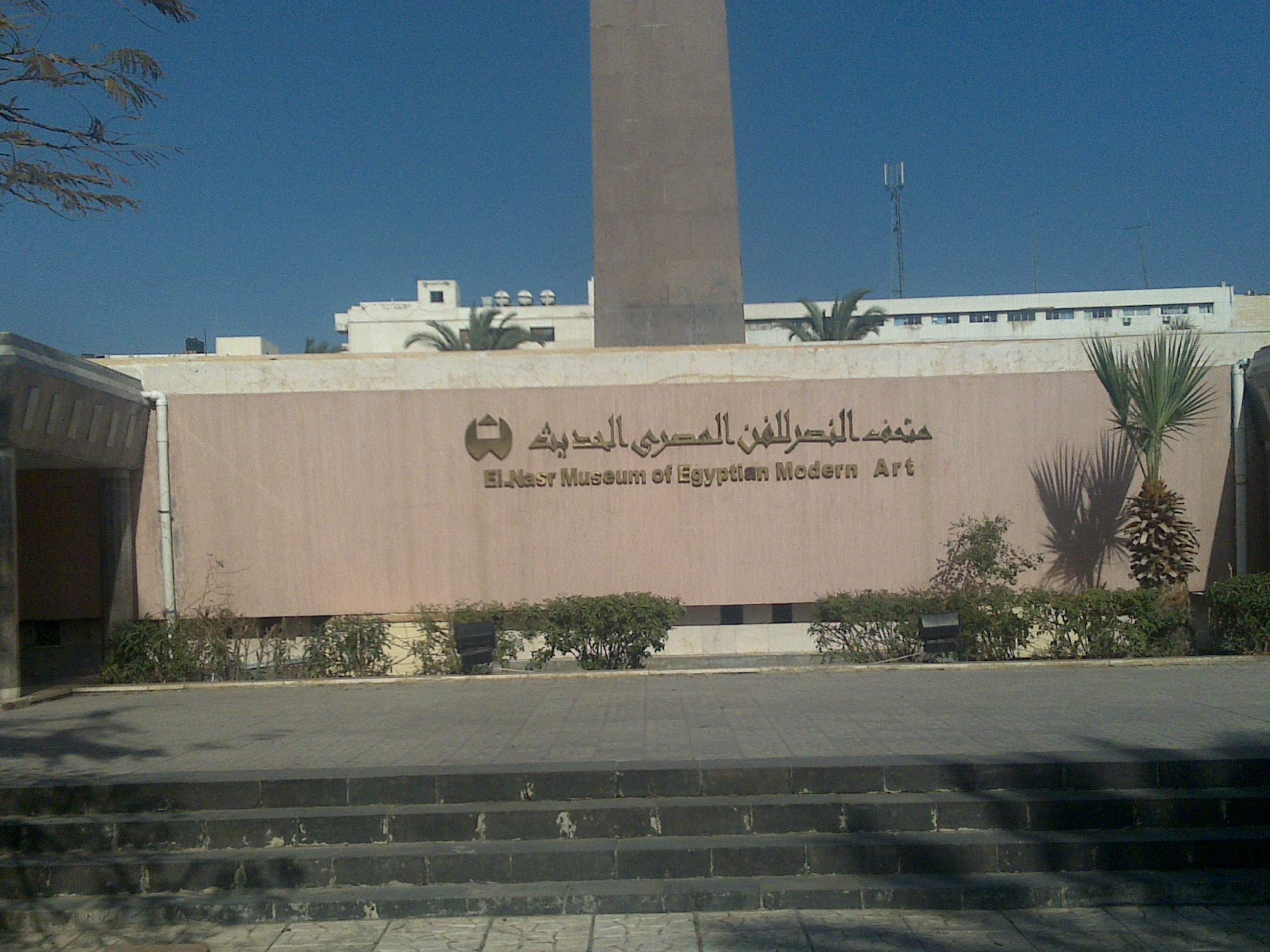
Le musée d'art moderne .
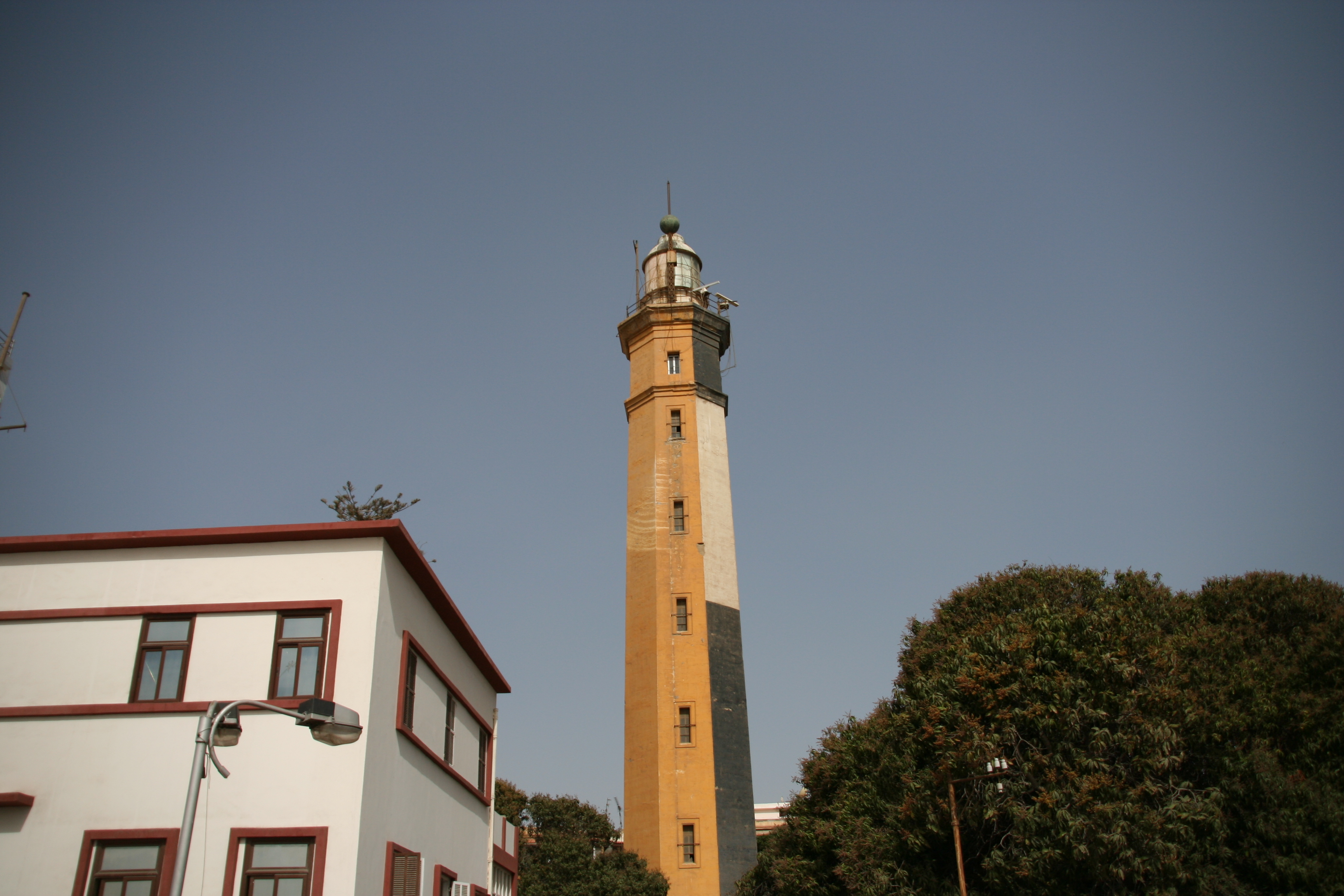
Phare de Port-Saïd.
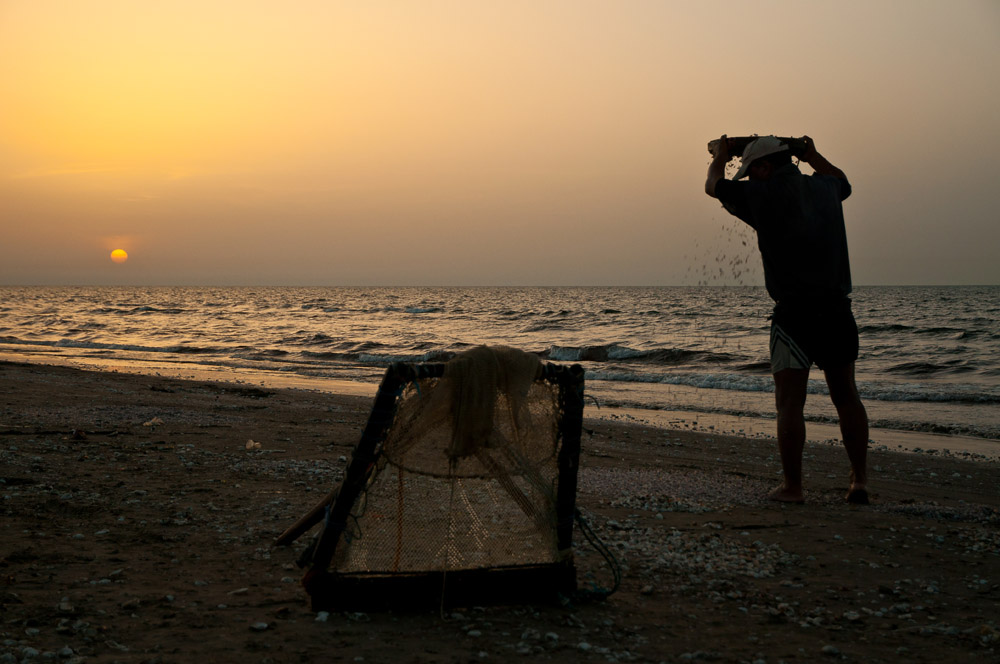
Plage de Port-Saïd.
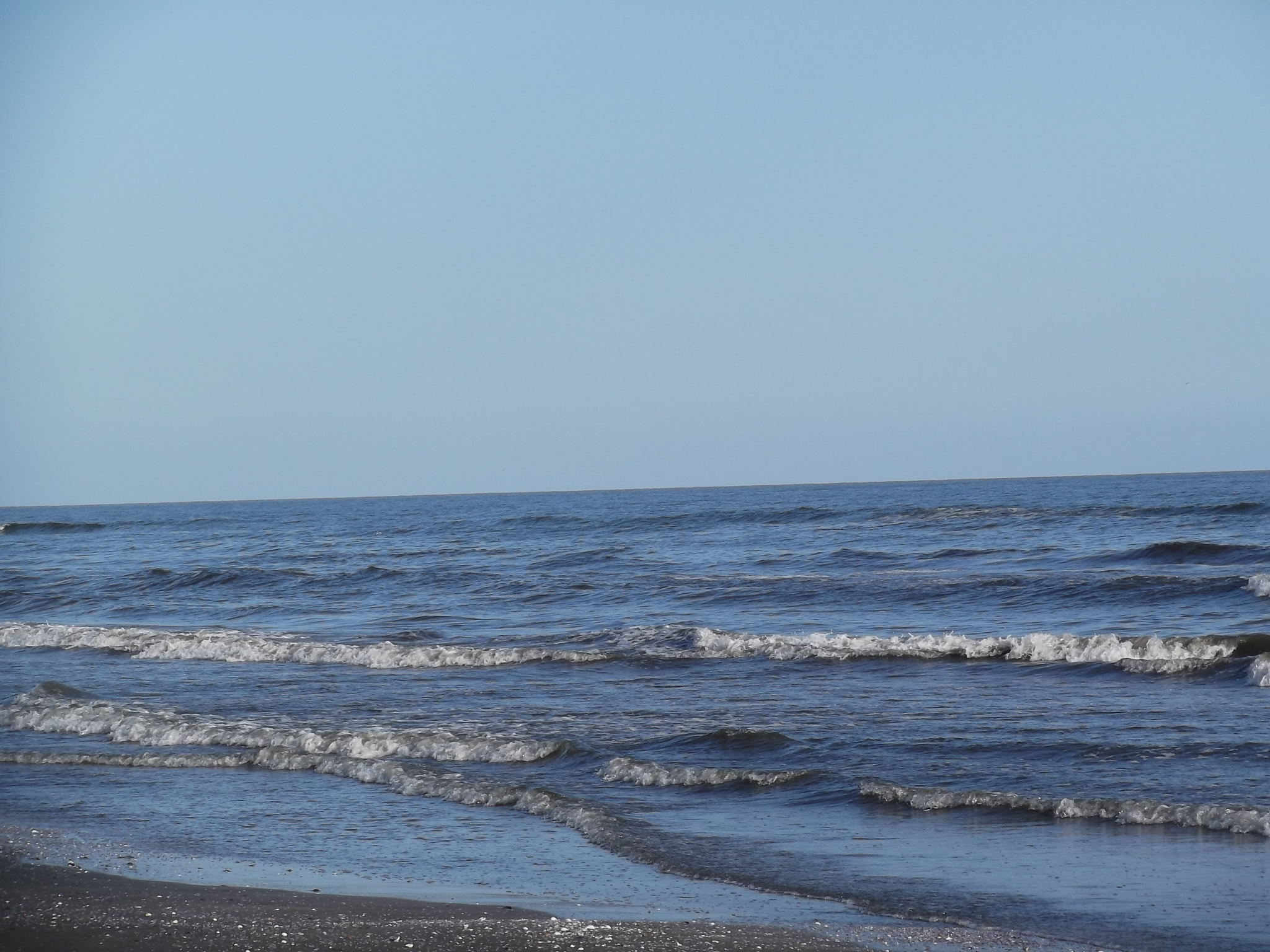
Plage de Port-Saïd.
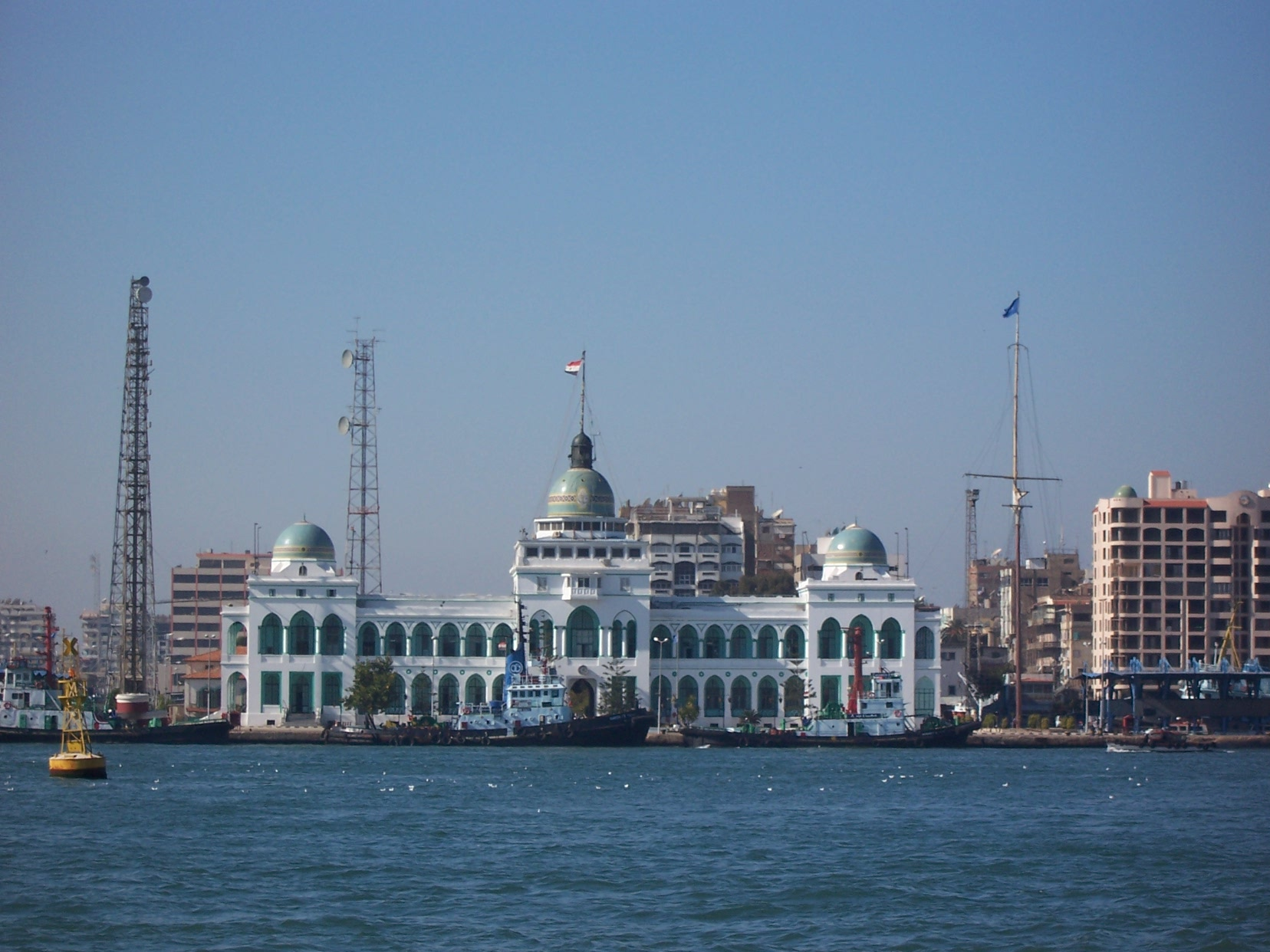
Siège de l'Autorité du canal de Suez
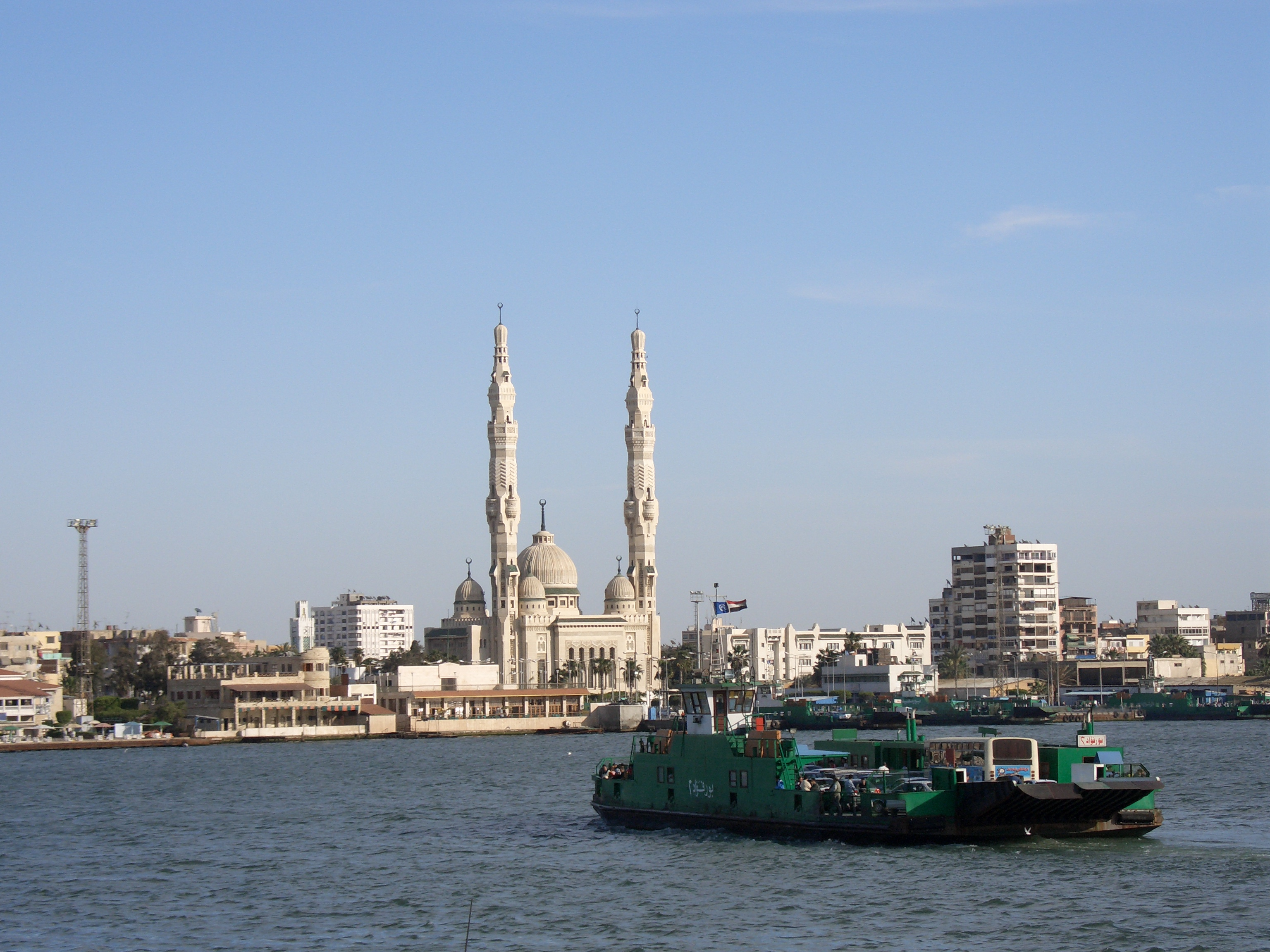
Transbordeur